# 君士坦丁堡

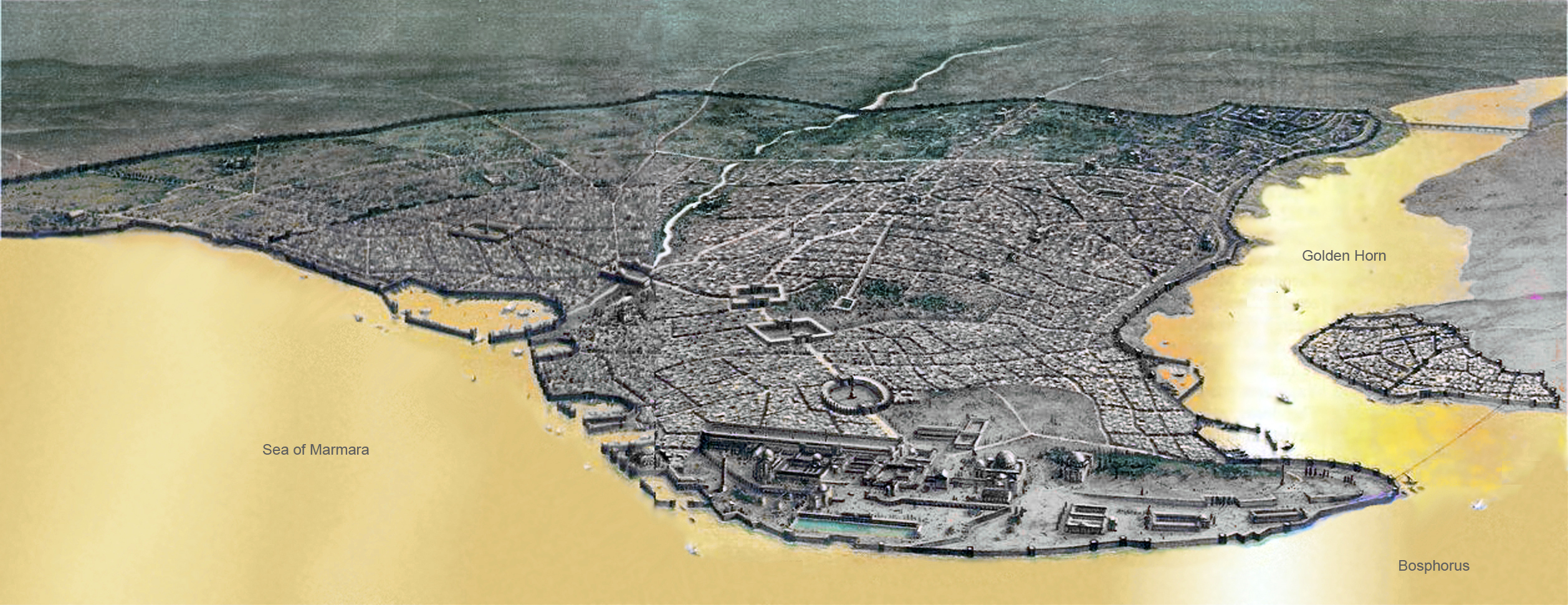
拜占庭时期的君士坦丁堡复原图（全境）

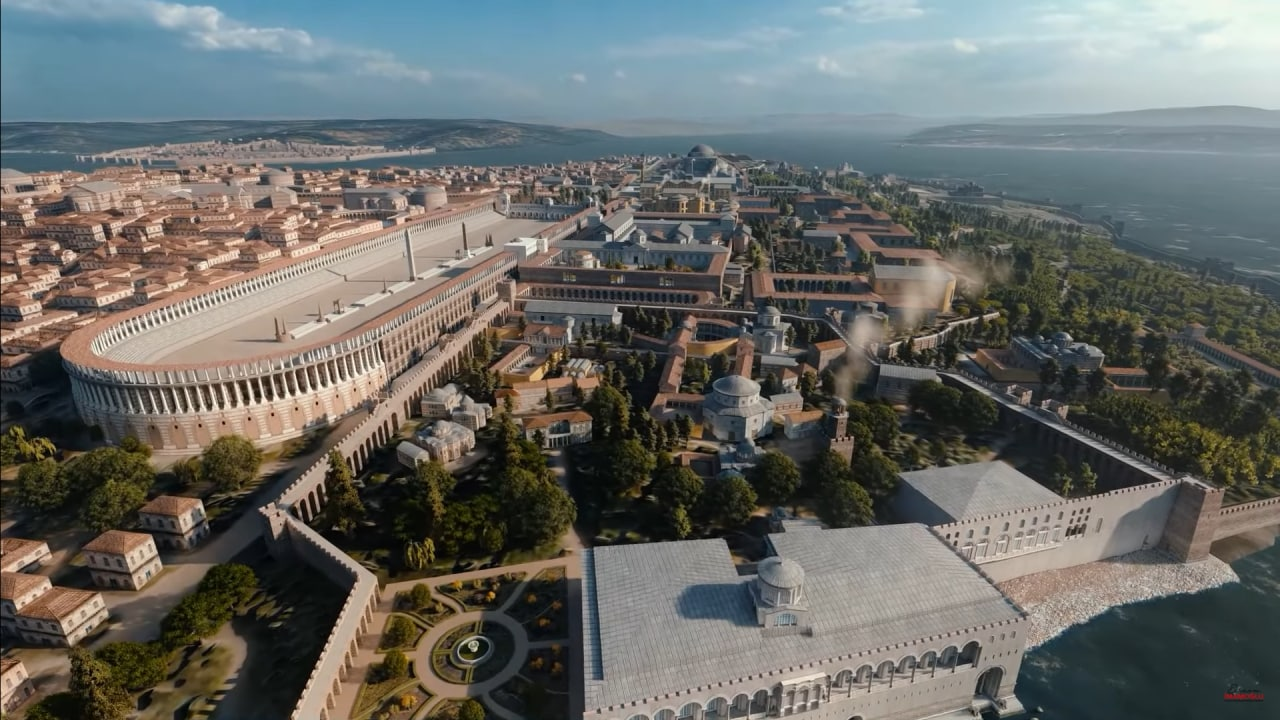
君士坦丁堡复原图（鳥瞰），可見君士坦丁堡競技場、君士坦丁堡大皇宮和聖索菲亞大教堂

君士坦丁堡（羅馬化：Kōnstantinoupolis，羅馬化：Ḳosṭanṭīnīye；现代土耳其语： ，羅馬化：Tsargrad），又譯康斯坦丁堡，是土耳其最大城市伊斯坦堡的舊名，現在則指伊斯坦堡金角湾與马尔马拉海之間的地區。它曾经是羅馬帝国、東羅馬帝國（拜占庭帝国）、拉丁帝国和奥斯曼帝国的首都，並在歷史上多次成為世界第一大城市。
公元330年，罗马皇帝君士坦丁一世在古希臘城市拜占庭的基礎上建立新都，命名為新羅馬，但该城普遍以建立者之名称作「君士坦丁堡」，並在羅馬帝國分裂後成為東方部分（即拜占庭帝国）的首都。至12世紀，其為全欧洲规模最大且最为繁华的城市，以其宏伟的建筑而闻名。著名的建筑包括圣索菲亚大教堂、君士坦丁堡大皇宫、君士坦丁堡竞技场和黄金城门，大道与广场在其间星罗棋布。在1204年和1453年两次被劫掠之前，君士坦丁堡还保存着为数众多的艺术和文学作品。后来拜占庭帝国逐渐衰落，领土范围缩减到君士坦丁堡及其周边地区，该城也逐渐破败。1453年，君士坦丁堡被奥斯曼帝国攻陷，拜占庭帝国灭亡，此后该城成为奥斯曼帝国的新首都，并迅速的复兴与再繁荣，至17世纪中叶再次成为当时世界第一大城市；其首都地位，則維持至1923年成立的土耳其共和國建都於安卡拉為止。
在奧斯曼帝國時代，仍以源自拉丁字的「君士坦丁堡」、或者其土耳其語變體稱呼該城；至1930年，土耳其政府正式要求世界各國改以「伊斯坦堡」取代「君士坦丁堡」。西方学者们习惯上将基督教治下（330年至1453年）的该城称作「君士坦丁堡」，而将此后伊斯兰教治下至今的该城称作「伊斯坦布尔」。現今，「君士坦丁堡」之名仍然由駐紮於該城的東正教會使用，包括君士坦丁堡教會、君士坦丁堡普世牧首等。

## 名称
公元前7世纪，希腊人在此地建立殖民地并将之命名为拜占庭。君士坦丁建城时，将其命名为“第二罗马”。从5世纪起，其正式名称变成了“新罗马”。从狄奥多西二世皇帝（408年-450年）时起，人们逐渐称新罗马为“君士坦丁堡”（希臘語：Κωνσταντινούπολις）或“君士坦丁波利斯”（Kōnstantinoupolis），即“君士坦丁之城”
。但是，在更多的情况下，拜占廷的臣民只是简单地将其称为“城”（ἡ Πόλις/he Polis，现代希腊语为）。此外，文学作品中也经常雅称为“皇城”（希臘語：Βασιλεύουσα）、“大城”（希臘語：Μεγάλοπόλις）或“众城之女皇”（希臘語：Βασιλίς των πόλεων），或追溯其悠久的建城历史而称“拜占庭罗马”（希臘語：Βυζαντιάς Ῥώμη）。
西方的罗马居民有时候也称其为“君士坦丁堡罗马”（拉丁語：Constantinopolitana Roma），以区分于亚平宁半岛上的旧罗马。
从10世纪时起，突厥人和阿拉伯人开始称君士坦丁堡为“伊斯坦布尔”，这个名称来自希腊语，即“在城里”、“进城去”，此处的“城”即为君士坦丁堡的特称。1453年鄂圖曼帝國蘇丹穆罕默德二世征服君士坦丁堡后，“伊斯坦布尔”逐渐成为该城的官方名称，与“君士坦丁堡”的土耳其语翻译“科斯坦丁尼耶”或“康斯坦丁尼耶”并用，后者是该城在正式文件上的名字。鄂圖曼帝國时期，土耳其人和外国人有时也称君士坦丁堡为“高门”，其名称来自鄂圖曼帝國皇宫托普卡帕宫的高门。1923年，土耳其迁都安卡拉，“伊斯坦布尔”成为该城的正式名称。1930年，凯末尔正式下令以“伊斯坦布尔”（土耳其語：İstanbul）的名称取代“君士坦丁堡”（土耳其語：Konstantiniyye）。
斯拉夫人对君士坦丁堡的称呼是“沙皇格勒”或者“皇帝之城”（古教会斯拉夫语：Цѣсарьградъ/Cěsarĭgradŭ；俄語：/Tsargrad；保加利亚语、塞尔维亚语和马其顿语：Цариград/Tsarigrad）。
维京人对君士坦丁堡的称呼是“米克拉加尔兹”，意为“伟大之城”。
「新罗马」这一名称如今仍在东正教君士坦丁堡普世牧首的正式头衔中出现。

## 历史

### 拜占庭
约公元前671年至662年，希腊人便已在此建立拜占庭殖民地。

### 306年-337年

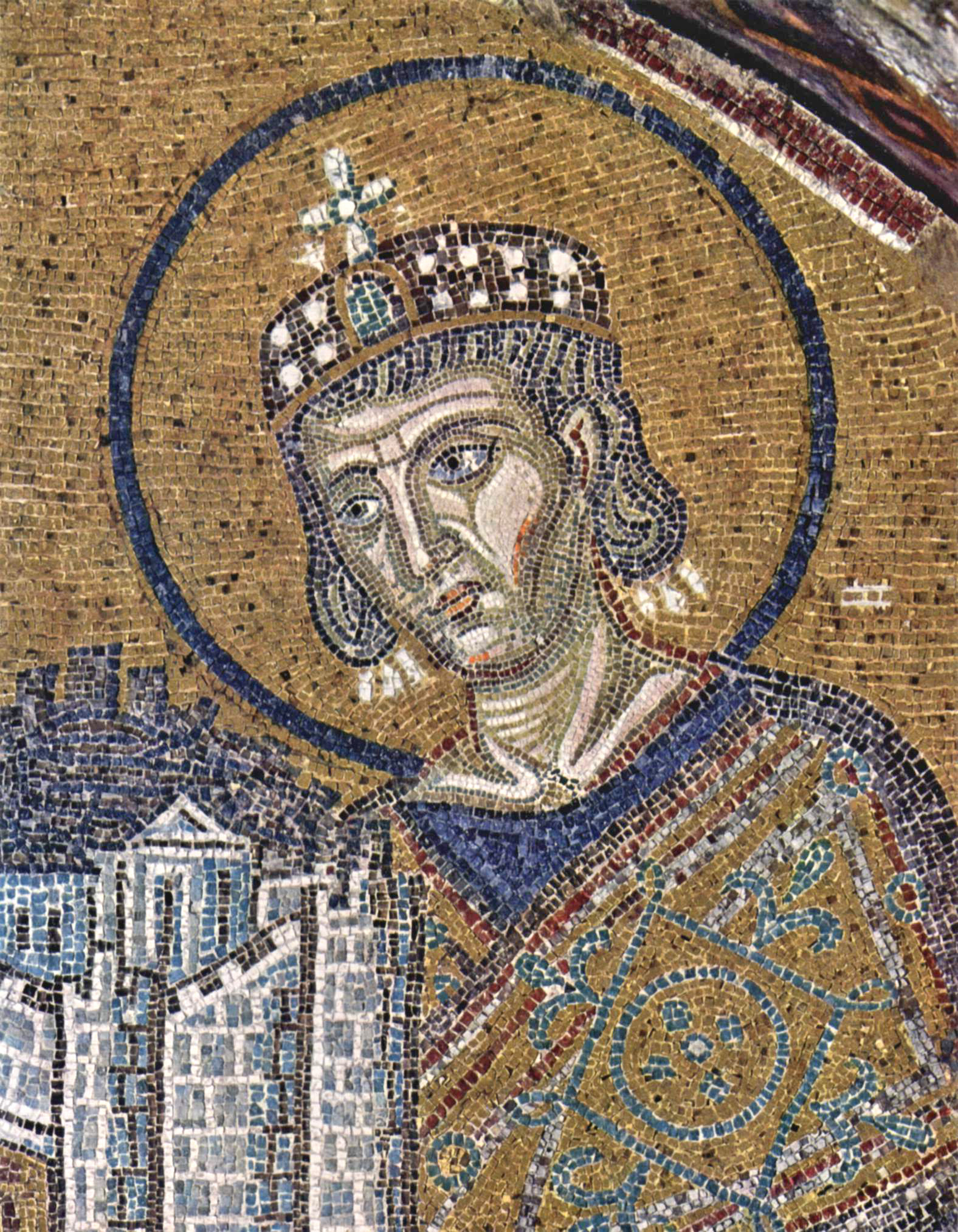
君士坦丁大帝向耶稣献上新罗马城，圣索非亚大教堂镶嵌画

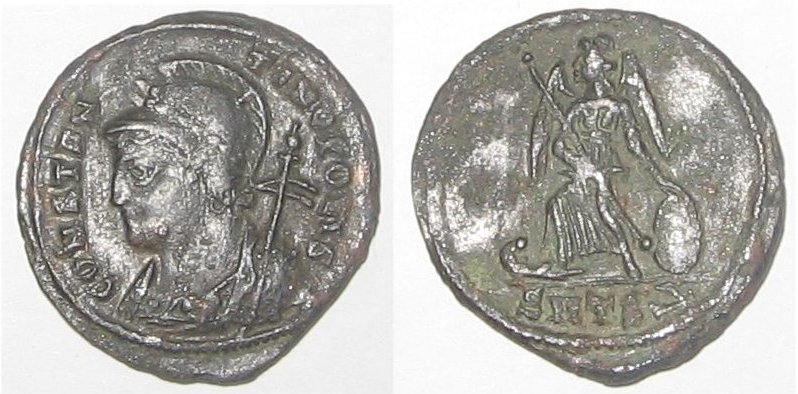
君士坦丁大帝为纪念建城而下令铸造的钱币

军人出身的君士坦丁一世于306年在不列颠被部下拥立为帝，此后恢复了帝国的一统，并进行了大刀阔斧的改革。他认识到当时的首都罗马无法对东部的边境和军队实行有效的控制，因此决定力排众议，在帝国的东部建造一座新都城。在罗马帝国的东部，先前几位皇帝已经建立了若干座陪都，比如戴克里先皇帝，就把他的行宫设在博斯普鲁斯海峡亚洲一侧的尼科米底亚（今土耳其伊兹密特）。为了给新都选址，君士坦丁一世先后考察了特洛伊、耶路撒冷、塞尔迪卡、帖撒罗尼迦和尼科米底亚，但是最终选择了当时不甚有名的拜占廷作为新都的城址。
拜占廷位于博斯普鲁斯海峡西岸，这条狭窄的海峡将东南欧洲与亚洲分隔开来。城市本身坐落于半岛上的一片小山丘，南边是普罗庞提斯海（马尔马拉海），北边是金角湾，东边扼守博斯普鲁斯海峡航道，西边居高临下俯瞰色雷斯平原。整个城区宛如一座天造地设的要塞，易守难攻。不仅如此，拜占廷还是罗马帝国重要的军事大道埃格纳提亚大道与小亚细亚地区军事公路的交汇点，是通往亚洲的必经之地，也是从黑海前往爱琴海的唯一通路。此外，城北的金角湾是一处条件极佳的自然港湾，全长约10公里，主航道宽约460米，并有多处分支水道，可供船只停泊。自古以来就是世界各地商船汇集的地方，给当地居民带来财富，因此被称为“羊角”（希腊神话中，羊角是丰收和财富的象征）。未来的新都可以凭借一面临山两面靠水的地势防御来自各方面的进攻，又可以利用便利的水陆交通发展商业。
324年，君士坦丁发布命令，兴建新都，并任命重臣着手进行建筑工程的准备工作。为了在最短的时间里完成新都的建设，他还下令建造专门学校，大量培养各类建筑人才。君士坦丁还亲自跑马勘测，圈定城市界标。
经过六年的精心建设，君士坦丁堡正式完工。330年5月11日，君士坦丁大帝宣告定都，并赐予其“新罗马”（Nova Roma）的正式名称。他仿照罗马的模式，将新城划为14个区。此时君士坦丁堡在气魄上仍然与旧都有一定的差距，于是君士坦丁大帝加快了建设公共设施的速度，吸引小亚细亚和本都的居民入住，并于332年5月18日宣布，同罗马一样，君士坦丁堡的食物将向居民免费发放。

### 337年-527年

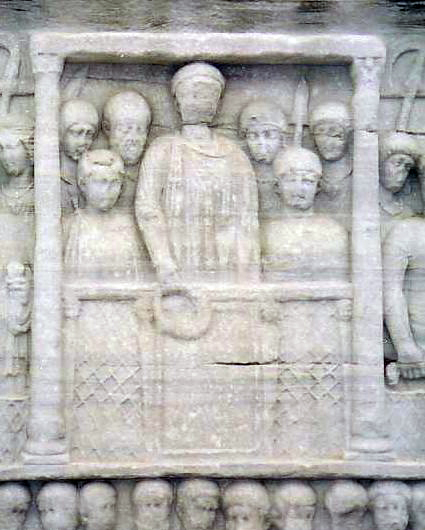
狄奥多西一世是最后一位统治完整的罗马帝国的罗马皇帝（图为狄奥多西方尖碑）

瓦伦斯在黄金城门附近建造布拉海尔奈宫。从此之后，直至芝诺为止的所有罗马皇帝都在此登基。狄奥多西一世建造了施洗约翰教堂，以保存施洗约翰的头骨（现存于托普卡帕宫），并在公牛广场竖立起一座自己的纪念柱。阿卡狄奥斯在梅塞大道上以自己之名建造了一座新广场。
君士坦丁堡在帝国中的地位日渐提升。378年，瓦伦斯和他的罗马军队在阿德里安堡战役中惨败给西哥特人，君士坦丁堡开始加强自身的防卫。413至414年，狄奥多西二世建起高达18米的三层城墙防御工事，这段城墙在火药时代到来之前都没有被攻破过。他还于425年2月27日在公牛广场建立了君士坦丁堡大学。
大约在这段时间，匈人开始向色雷斯进发，但其中一部分军队哗变加入了罗马一方，与罗马人合力将匈人赶回了多瑙河北岸。君士坦丁堡的城墙再次扩建，多瑙河流域的舰队也得到了增强。
蛮族人开始大肆入侵西罗马帝国，并最终导致了西罗马帝国的灭亡，于是君士坦丁堡真正成为了整个罗马帝国的中心和世界第一大城市。东部地中海和西亚的财富源源不断地流入君士坦丁堡。

### 527年至565年

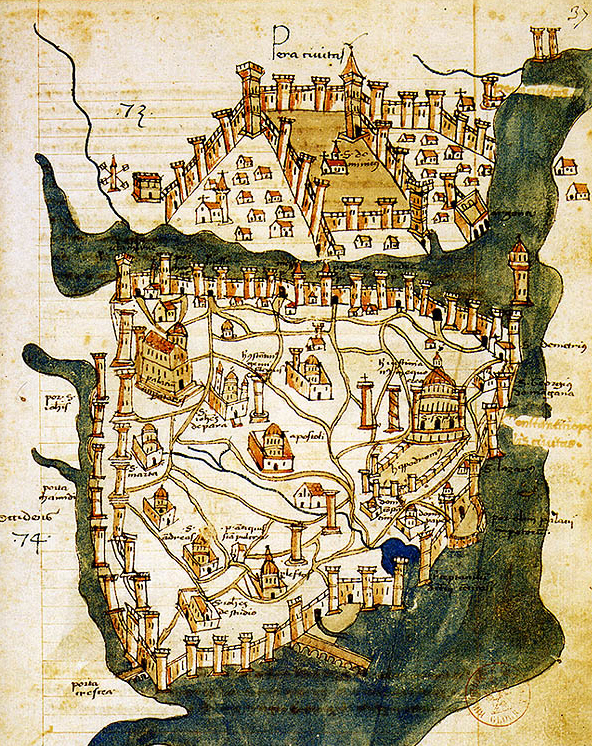
1422年的君士坦丁堡地图。这是君士坦丁堡现存最老的地图，也是奥斯曼帝国帝国攻陷君士坦丁堡之前的唯一一张地图

查士丁尼一世的军队于533年6月21日从君士坦丁堡出发，准备收复阿非利加行省。出发之前，指挥官贝利撒留的旗舰停靠在大皇宫前，牧首为远征的胜利进行祈福。胜利之后，他们将耶路撒冷第二圣殿的圣物（公元70年被罗马人从耶路撒冷掠夺；455年被汪达尔人从罗马掠夺至迦太基）带到了君士坦丁堡，并在城中保存了一段时间，后来运回了耶路撒冷。
对于基督教和相关问题的争论为社会的不稳定埋下了种子。在君士坦丁堡竞技场，蓝党和绿党两派为比赛结果及政治和宗教立场争吵不休并时常演化为大规模冲突。这最终导致了公元532年的尼卡暴动。在暴动中，城市荣耀之一的圣索菲亚大教堂被完全焚毁。
查士丁尼请来特拉勒斯的安提莫斯和米利都的伊西多尔，对圣索菲亚大教堂进行重建。公元537年12月26日，新教堂正式宣告完工，总共花费达到20000磅黄金。查士丁尼还让两人推倒重建了圣使徒教堂，并立法禁止在海岸线100英尺（30）内建造建筑物，以保障海岸视线通畅。
在查士丁尼统治期间，君士坦丁堡的人口达到50万。然而541年至542年的查士丁尼大瘟疫使得全城近四成居民死亡，对君士坦丁堡造成了严重的打击。

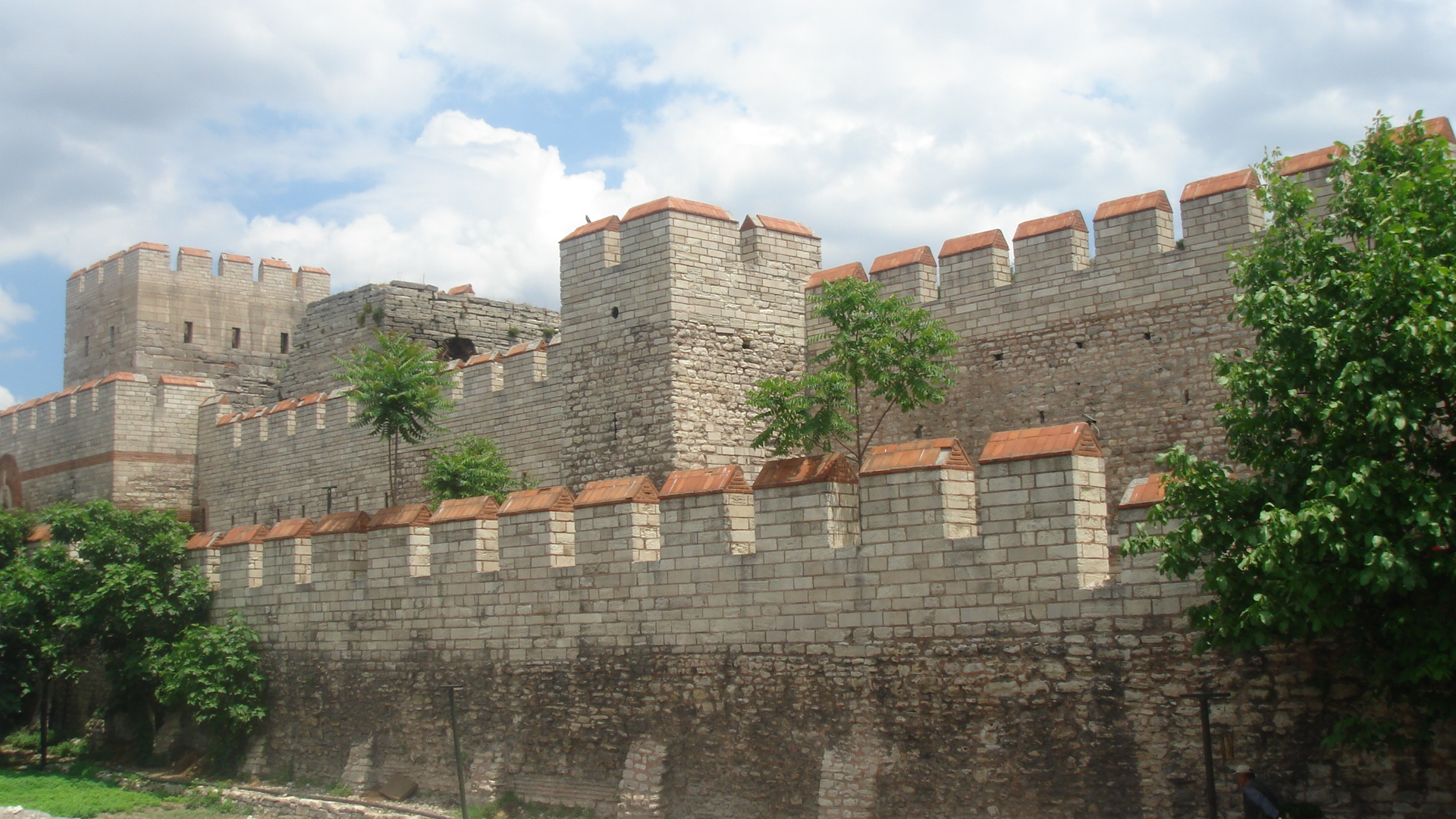
修缮后的君士坦丁堡城墙段落

### 565年至717年
公元7世纪初，阿瓦尔人和保加尔人在西侧的巴尔干半岛兴起，同时波斯萨珊帝国从东部深入安纳托利亚，对君士坦丁堡造成了两面的威胁。希拉克略从非洲起航来到君士坦丁堡并取得皇位。军事局势的严峻性使他考虑将首都迁到迦太基，但在君士坦丁堡人民的请求之下决定留下。公元618年，他意识到同波斯的战事使埃及已经无法再向君士坦丁堡进行粮食供给，便取消了向市民免费供粮的制度，于是君士坦丁堡的人口出现了显著的下降。
公元626年，君士坦丁堡被围，希拉克略则带兵深入波斯领地进行战事。最终君士坦丁堡解围，在628年波斯放弃进攻，帝国领土短暂回归到战前。然而此后阿拉伯人也展开了进攻，君士坦丁堡在674年至678年和717至718年两次被围。此时，狄奥多西建立起的防御工事仍然使君士坦丁堡从陆地上无法被攻破，而新近发现的希腊火也使得拜占庭海军能够击败阿拉伯人，保证城市的供给。在第二次围城战中，保加尔人提供了关键性的援助。

### 717年至1025年
在8世纪30年代，利奥三世对狄奥多西城墙进行了大修。为提供资金，他向帝国的所有臣民征收了一项特别税款。
狄奥斐卢斯的遗孀狄奥多拉在米海尔三世年幼时摄政。856年，米海尔夺权并将母亲放逐到了修道院。他时常醉酒，并以赛车手的身份出现在竞技场中，还在宗教仪式上胡闹。860年，罗斯人对君士坦丁堡发动了突然进攻，对周边王子群岛进行了劫掠。米海尔成功将他们击退，但这次突袭给君士坦丁堡的市民留下了相当深刻的印象。他于867年被刺身亡。
980年，基辅大公弗拉基米尔一世将六千名瓦良格战士赠送给当时的拜占庭皇帝巴西尔二世。这些人组成了拜占庭皇帝的禁卫军——瓦良格卫队。瓦良格卫队以勇猛、忠诚和重道义而闻名，但亦有在皇帝死后劫掠皇宫的情况发生。到了11世纪后期，盎格鲁-撒克逊人成为了卫队的主要组成部分。
在9世纪到10世纪时，君士坦丁堡的人口达到50万至80万。

#### 毁坏圣像运动
在8世纪和9世纪，毁坏圣像运动对帝国的秩序造成了严重的破坏。726年利奥三世颁布禁止崇拜偶像法令，并下令捣毁大皇宫中的一座基督圣像，引来了民众的反抗。君士坦丁五世在754年召开了一次公会议，谴责了对偶像的崇拜，此后圣像受到了广泛的毁坏。780年，他的儿子利奥四世死去，即位的伊琳娜女皇在787年第二次尼西亚公会议上提出并恢复了对圣像的崇拜。
9世纪初毁坏圣像运动卷土重来，直至843年摄政皇后狄奥多拉再次恢复崇拜。这些运动极大地造成了西方教会和东方教会之间关系的恶化。

### 1025年-1081年
1071年，拜占庭军队在亚美尼亚的曼齐刻尔特战役中意外惨败给塞尔柱人，罗曼努斯四世被俘。他接受了塞尔柱人并不严苛的议和条件，但在被释放时发现敌对的党派早已自立新皇。他向对方投降之后被折磨致死。新皇米海尔七世拒绝了议和条件，于是塞尔柱人出兵深入安纳托利亚，而此时安纳托利亚的旧防御工事早已崩溃，拜占庭帝国又在一系列的内部斗争之中内耗严重。塞尔柱人没有遇到太多抵抗，大量土库曼部落迁入安纳托利亚，到1080年，塞尔柱帝国已经夺取了大量拜占庭领土，距离君士坦丁堡只有一步之遥。

### 1081年-1185年
在科穆宁王朝时期（1081年-1185年），拜占庭帝国得到了显著的复兴。1090年至1091年，游牧民族佩切涅格人兵临君士坦丁堡城下，但在钦察的帮助下阿历克塞一世成功将之击溃。在阿历克塞的呼吁之下，第一次十字军东征于1096年在君士坦丁堡集结，但他们拒绝听命于拜占庭，而是自己向耶路撒冷进发去了。约翰二世建立了一所有50个床位的医院以救济贫民。
拜占庭帝国重新进入了富足时期，人口增长显著，帝国内的市镇一片繁荣。复兴的另外一个重要原因可能是意大利城邦的崛起，威尼斯同拜占庭的贸易往来十分密切，还在金角湾北侧建立工厂。在12世纪，大量西方人涌入君士坦丁堡。在曼努埃尔一世统治的末期，全城人口达到40万，其中有6万至8万外国人。在1171年，君士坦丁堡还有一个2500人的犹太社区。
12世纪的艺术成就同样达到了一个小高潮。镶嵌画艺术重新兴起，变得更加现实和鲜明，更加重视三维空间的描绘。随着人们财富的逐渐增长，对于艺术的需求也增加了。

### 1185年-1261年

拉丁帝国、尼西亚帝国、特拉比松帝国和伊庇鲁斯专制国。国境不确定

1197年7月25日，君士坦丁堡遭遇了一场大火，但这场大火带来的破坏远逊于十字军。在蒙特非拉特侯爵博尼法斯一世和威尼斯总督恩里科·丹多洛的计略之下，第四次十字军东征于1203年将矛头转向了君士坦丁堡，要求另立被废黜的伊萨克二世之子阿历克塞四世为帝。在位的阿历克塞三世，措手不及，十字军攻占了加拉塔，破坏了金角湾的铁链并进入了港口，于7月27日攻破了君士坦丁堡的海防。阿历克塞三世出逃，但如愿取得皇位的阿历克塞四世发现国库空虚，难以实现自己对西方盟友的承诺。市民与十字军之间的关系日渐紧张。1204年1月发生了一场暴动，大广场上菲狄亚斯的雅典娜雕像被毁。
2月第二场暴动发生，阿历克塞四世被捕后被处死，阿历克塞五世登基。他试图修复城墙并重新恢复秩序，但无法招来援军，守城士兵也在多次暴动后士气低落。十字军4月8日尝试进攻没能成功，但在4月12日他们从金角湾再次发动进攻，终于得手，十字军涌入城内，阿历克塞五世出逃。元老院在圣索菲亚大教堂集结决定将皇位授予皇室成员狄奥多雷·拉斯卡里斯，但他早已同牧首及许多贵族一起出逃了。次日总督和侯爵进驻大皇宫，全城被洗劫三日。
在接下来的半个世纪里，君士坦丁堡成为了拉丁帝国的首都。拜占庭的贵族流离在各地，许多去了尼西亚和伊庇鲁斯，还有一些去了特拉比松。尼西亚和伊庇鲁斯两国都有意夺取拜占庭皇室头衔，重夺君士坦丁堡。1261年，尼西亚帝国皇帝米海尔八世从拉丁帝国末代皇帝鲍德温二世手中收复君士坦丁堡，重建了拜占庭帝国。

### 1261年至1453年君士坦丁堡陷落

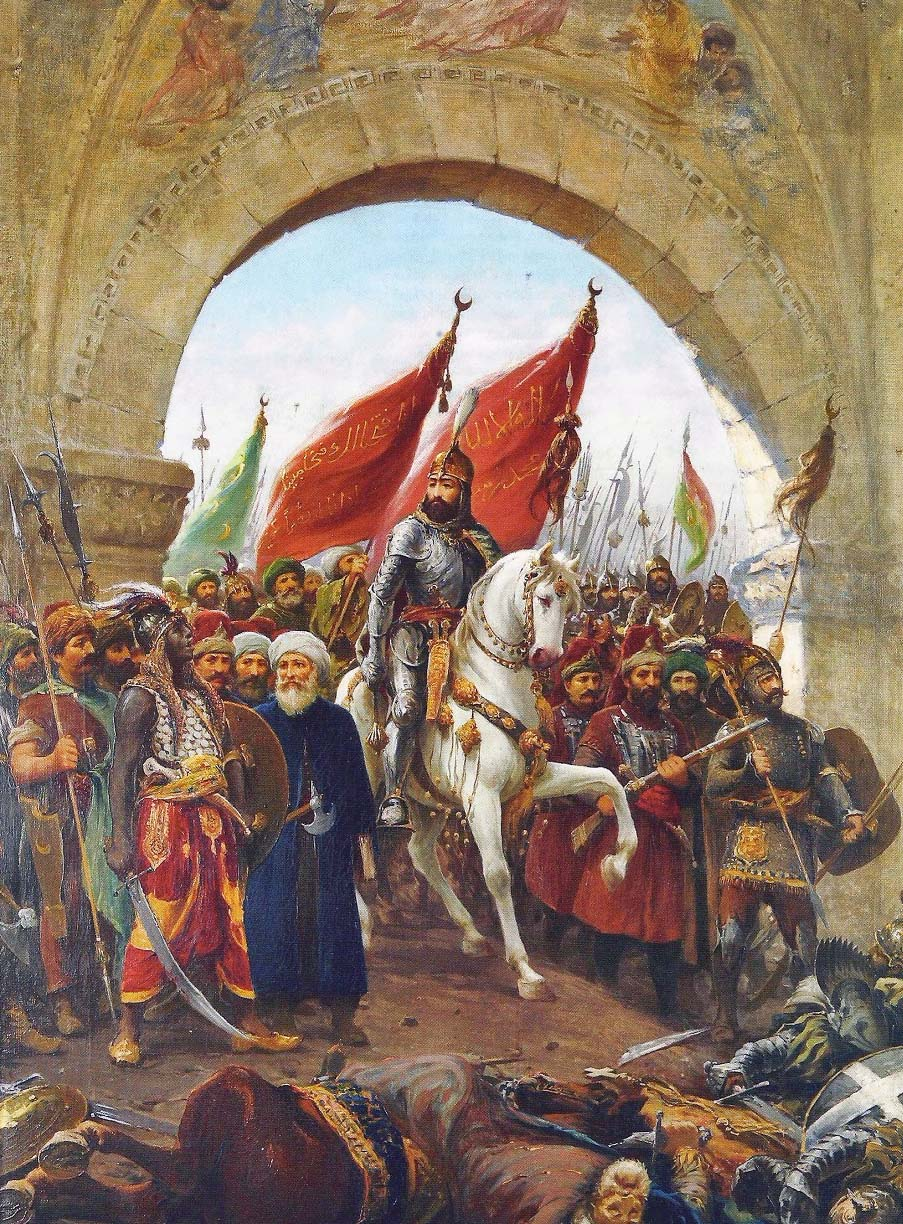
攻陷君士坦丁堡，佐纳罗

雖然米海爾八世奪回了君士坦丁堡，但拜占庭帝國却早已喪失了許多重要的經濟資源，處境艱難。布拉海爾奈宮成為了主要的皇室居所，而大皇宫則逐漸被廢棄。米海爾八世入主時城中有三萬五千人口，透過吸引外逃的居民回城以及將伯羅奔尼薩的人口移居到城内，在他死時君士坦丁堡的人口已經回升到七萬。1347年，黑死病傳播到了君士坦丁堡。
1453年4月6日，奥斯曼帝国苏丹穆罕默德二世的軍隊開始圍攻君士坦丁堡。他專門請來工匠製造火炮和炸彈以應此次圍城戰，還請來學者和伊瑪目鼓舞軍隊士氣。穆罕默德三次要求拜占庭皇帝君士坦丁十一世投降，願意以此換取其居民的安全，保全他們的財產，但被君士坦丁拒絕了。
一個月的圍城戰無果之後，鄂圖曼一方有些喪氣，但穆罕默德力排眾議决定繼續進攻。城牆開始崩塌，於是君士坦丁向教宗求助，教宗亦派出五艘滿載援軍、兵器和補給的船前來幫助。君士坦丁嘗試封鎖港口以使鄂圖曼海軍無法進入金角灣，但穆罕默德在路上布上刷油的樹枝，將八十艘船透過陸路運入金角灣，送到了拜占庭海軍的後方。拜占庭海軍試圖火烧鄂圖曼船隻，但沒能成功。金角湾的失守使拜占庭得到海上增援的希望破滅了。
拜占庭陸軍仍在死守，穆罕默德便使用攻城塔，试图强登君士坦丁堡的城墙。第一批进城的奥斯曼士兵几乎立即就被屠杀殆尽，但在穆罕默德的鼓励之下，接下来的士兵终于攻破了两处城墙，攻入了君士坦丁堡。君士坦丁孤注一掷親自提劍出擊，但最终兵敗身亡。
君士坦丁堡被洗劫一日，没能出逃的居民被送往埃迪尔内、布尔萨和其他奥斯曼帝国城市，城中只剩下一部分猶太人和热那亚人。

### 奥斯曼时代：1453-1922

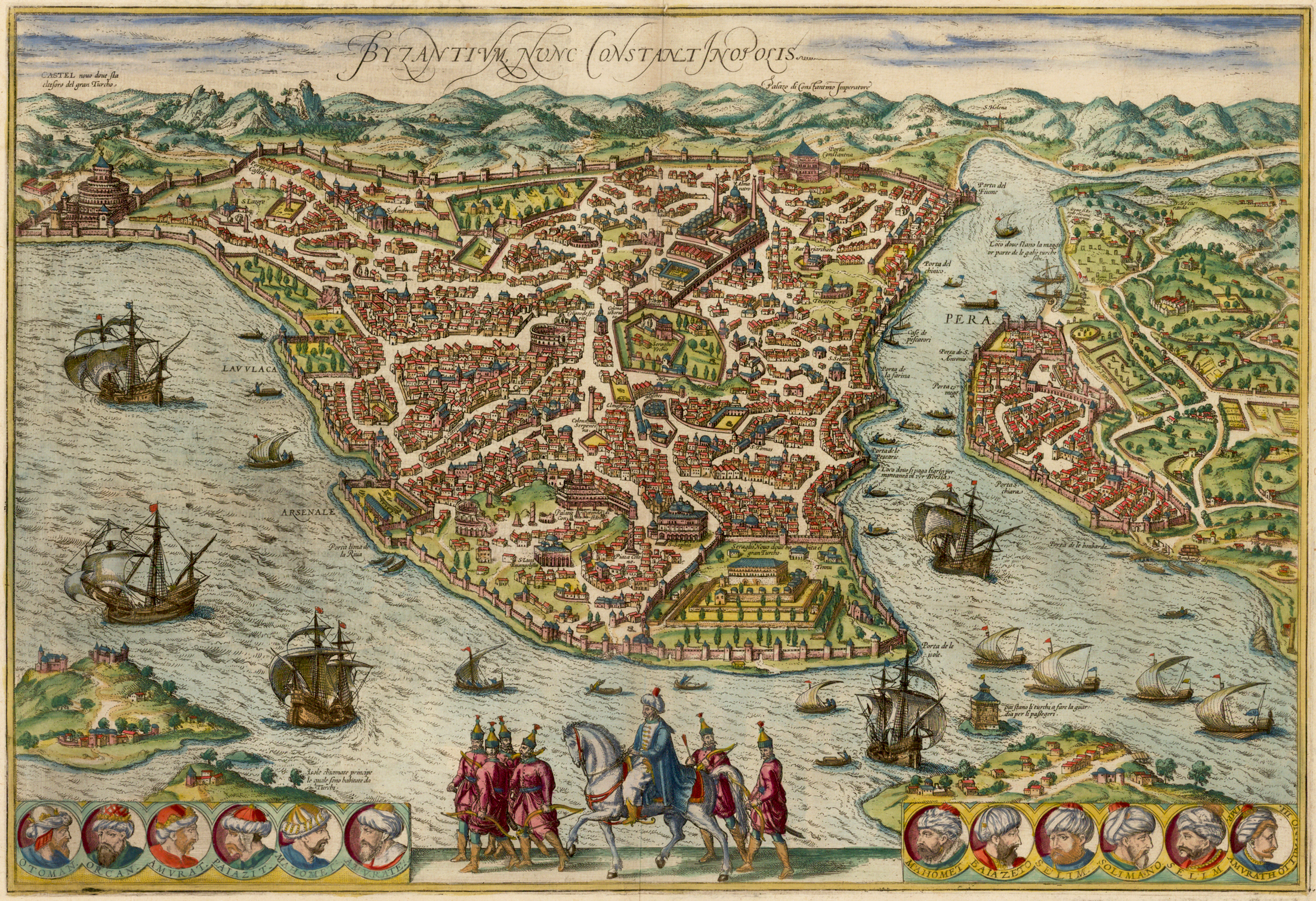
奥斯曼帝国时期的君士坦丁堡，1572年

君士坦丁堡最终落入了穆斯林之手。穆罕默德骑行入城，穿过今托普卡帕宫门处，然后立刻前往圣索菲亚大教堂，命令手下劫掠了它。接着他请来伊玛目在大教堂前颂词，将这座东正教堂转变成为清真寺，建立了伊斯兰教在君士坦丁堡的统治。
修复城墙、建造要塞和皇宫的工程立即开始。穆罕默德下令全国的穆斯林、基督徒和犹太人都应该到君士坦丁堡定居下来，并要求在9月之前有五千户入住。战俘和流离者从全国各地来到君士坦丁堡。然而再次逃离的情况依然时有发生，且该城多次遭受瘟疫，因此穆罕默德于1459年允许希腊人回到君士坦丁堡定居。
拜占庭在1453年的惨败，以及对于希腊语族人口的强制迁移在一定程度上导致了今日希腊人和土耳其人之间的关系紧张。

## 特色
根据《罗马帝国衰亡史》作者爱德华·吉本的统计，君士坦丁堡城里有2座剧场，4座巴西利卡（公众集会大厅），8个豪华的公众浴池，153个私人浴池，52道沿街柱廊，5座粮仓，8条高架水渠，14座教堂，14座宫殿和4388座贵族宅邸。新罗马城的设计完全仿照罗马城，分为14个区。在城里也可以找到同罗马一样的七座山丘，不过明显可见的山丘只有6座，第七座坐落在城市南部的缓坡上，需要极高的想象力才能分辨出来。城中有一条流向马尔马拉海的小河，名为吕科斯河，被附会为新的台伯河。几条高架引水渠从30公里外的色雷斯平原引来活水，供应城中日常生活所需。
由于罗马帝国政府采取了一系列特殊政策，君士坦丁堡很快就取代了旧罗马的位置。君士坦丁曾亲自批准罗马贵族免费迁入新都的贵族住宅，君士坦丁堡的元老院也获得了与罗马的老元老院同等的法律地位。这一系列政策极大地推动了君士坦丁堡的发展。城市的人口急剧增长，在建成后的数十年内，君士坦丁堡的人口就达到了50万到100万之间。在整个中世纪的欧洲，这个数字都是首屈一指的。

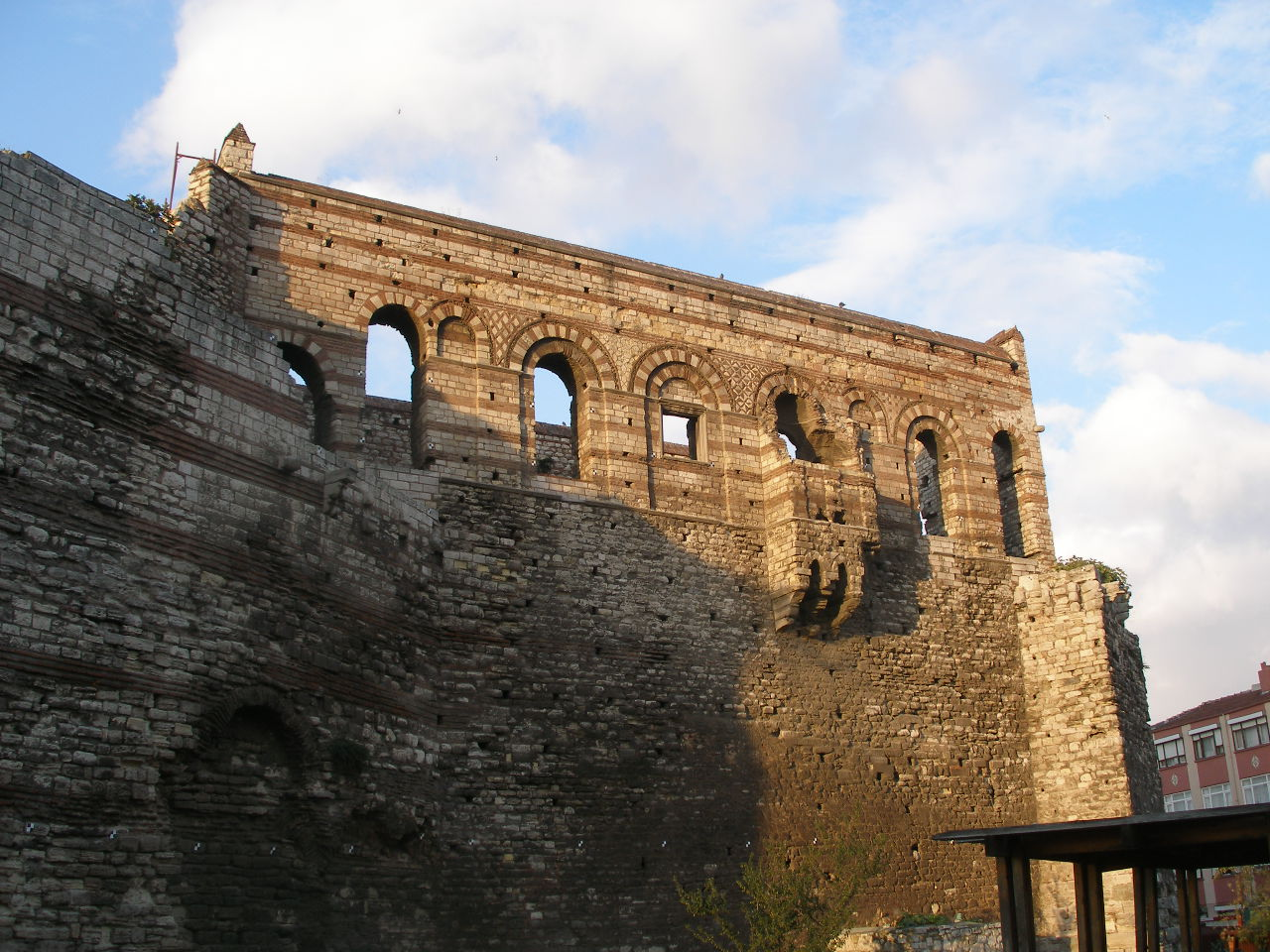
拜占廷皇宫遗址

君士坦丁堡的城内面积超过拜占廷古城几倍，与旧罗马城大致相当。在拜占廷旧城原址的小山丘上是帝国的大皇宫，拜占廷古城的旧城墙被改建为皇宫的外墙。大皇宫又被称为“圣宫”，坐落于全城的制高点上，南临马尔马拉海，占地60多万平方米，是整个君士坦丁堡最豪华的建筑群。皇宫里面除了居住着皇族外，还有成群的宫娥、太监、禁军、教士和宫廷官员，其人口多达两万，几乎相当于一座城市。它由几座比邻的宫院组成，包括专门用作官方正式大典的拉马尼奥尔宫，供皇室居住的达夫纳宫，兼作陈列馆的沙尔克宫等等。各处宫殿由拱廊相连，宫殿之间的庭院被开辟为御花园。在此基础上，历代皇帝又不断扩大其范围，增盖宫殿、加高楼层、添加塔楼、修筑高台，最后又在宫殿的周边辅以各种附属建筑，例如教堂、礼拜堂、浴室、游乐场、珍宝馆、档案馆、马厩、工厂、仓库、近卫军营房等等，这样，圣宫成了一座既是皇帝居所、又是政府所在地和教会最高机关驻节地的宫殿。
10世纪时，阿拉伯人Harun ibn Yahya在拜占廷帝国与阿拉伯帝国的战争中被俘虏，见到了拜占廷皇宫的景象并作出了描述：
皇宫周围有三座城门，一座叫竞技场大门，一座叫曼卡纳大门，第三座叫海滨大门。进入竞技场大门，可以来到一间长百步、宽50步的大厅，大厅两边是看台，铺上了锦缎的地毯、床垫和坐垫，上面站着信奉基督教的黑人，他们手持镶满金子的盾牌和金饰长矛。进入曼卡纳大门后，也是一个类似的大厅，地上铺着大理石，两边站着卡扎尔人卫士。进入海滨大门后是一个长达300步的大厅，地上铺着红砖。穿过大厅，可以来到一个内院，通往皇帝的内廷。院子的左边是皇帝的私人教堂，共有10座门，4扇是金门，6扇是银门。教堂内的祭坛是用一整块桧木做成的，镶嵌珍珠和宝石。教堂的天花板全是拱顶，由金银做成。教堂周围有四座院子，各长200步、宽100步。院子里有一个在大理石中挖出来的5米见方的池子，耸立在离地面5米高的大理石柱子上，上空有一个铅做的穹顶，另一个银穹顶耸立其上，由12根柱子支撑，柱子的顶端是各种动物的塑像：鹰、羔羊、公牛、公鸡、孔雀、狼、马、象……在离院子200步的地方，有一个蓄水池，水从这里流到柱子顶端的动物塑像那里。每逢节日，都要在这个水池里灌满1万尖底瓮的酒和1000尖底瓮的白蜜，酒和蜜混在一起，还用一匹骆驼所驮的甘松茅、丁香花蕾和肉桂来使其发出香味。酒从塑像的嘴里和耳朵里流出来，聚集到灌满的池子中。
其他一些传世作品也对圣宫的景象进行了描写：
皇帝上朝议政的宫殿被称为金殿，或者“黄金议事宫”（Chrysotriclinium），皇帝的宝座设置在议事宫大厅半圆形顶点的圣坛上，这个长长的大殿看上去像教堂，实际也是按照教堂的样式设计的。宝座位于三级斑岩台阶之上，华贵典雅，用象牙、黄金、珍珠和宝石做成，上为华盖，宝座靠背上有象征耶稣的细密镶嵌画。宝座很宽，铺有垫子，是个双人座，皇帝并不坐在中间，而是坐在右边。在礼拜天或节日的时候，皇帝坐在左边，右边的座位上放着一本福音书，据说这里坐着基督本人。宝座前面挂有紫色帷帐，上面缀有珠宝。帷帐旁边有一座镀金铜树，各色鸟儿落在它的枝条上，也是镀金黄铜做的，它们争相争鸣，奏出一首首婉转的乐曲。宝座两旁有两只镀金的铜狮，这些机械野兽“可以张开大嘴咆哮，伸出舌头，还用尾巴击打地面”。
达夫纳宫的大门饰有女神维纳斯，大门前有一个2米见方的场地，地面上镶嵌着珍珠和宝石。拱门里用金链悬吊着许多银制大吊灯，在每根装饰着精雕细刻柱头的大理石圆柱之间都有宫廷警卫站岗，他们都是太监。各种大理石雕塑错落不齐地分布在地面上，或巧妙地镶嵌在墙壁上，有半壁墙高。再向上，在金色的背景上，排列着一长队圣女图和高级神职人员的马赛克镶嵌画。穿过一道道雕刻精细的双扉大门，进入皇后的客厅，大理石地面上铺着绣有各色花卉图案的精美锦缎地毯，精致的雕花象牙和银制家具装饰着各个房间，晶莹的彩绘玻璃使房间显得光亮柔和。皇帝的寝室有三扇巨大的落地窗，可以俯视马尔马拉海，以及阶梯状花园。花园向下延伸，一直通往波光粼粼的大海，里面点缀着弯弯曲曲的林荫小道、鲜花盛开的高台、大理石喷泉，以及林木花草之间的众多亭台轩馆。花园中还有地下通道，皇帝可以由此前往竞技场。

君士坦丁堡的核心区域：皇宫、圣索非亚大教堂、圣伊琳娜大教堂和大竞技场

在皇宫的西邻，是面积巨大的君士坦丁堡竞技场，完全仿照羅馬馬克西穆斯競技場的式样。从皇宫中可以望见竞技场里面的场景。竞技场内分布着许多立柱，以及大理石和青铜雕像，中央耸立着从埃及运来的图特摩斯三世方尖碑。赛车道铺着沙子，上面可容8辆驷马战车并驾齐驱，周围的看台可容纳上万人观赛。
米利翁矗立在奥古斯塔广场西边的梅塞大道起始点上，是测量帝国所有道路距离的零里程标志与原点，柱廊拱卫的梅塞大道从这个里程碑通向城市的远方。严冬来临之际，皇帝便下令在梅塞大道的柱廊间钉上木板，以保护穷人免受强烈的东北风的侵袭。巨大的圣索菲亚大教堂南边是奥古斯塔广场，其中立有查士丁尼柱。
向西不远，经过入口处宏伟的拱门，就是被圆形柱廊环绕的君士坦丁广场，这里是君士坦丁堡商业和政治活动的第一大中心。北面是元老院圆形大厅，其门前几十级宽大的大理石台阶是政要显贵向公众发表演说的论坛，四根高大的斑岩立柱支撑着门廊。南面有一座饰有一系列古典雕像的大喷泉，即宁芙神庙。广场中心耸立着一座柱身高约37米的巨型斑岩圆柱君士坦丁纪念柱，最初的柱头上放有阿波罗形象的君士坦丁大帝铜像。

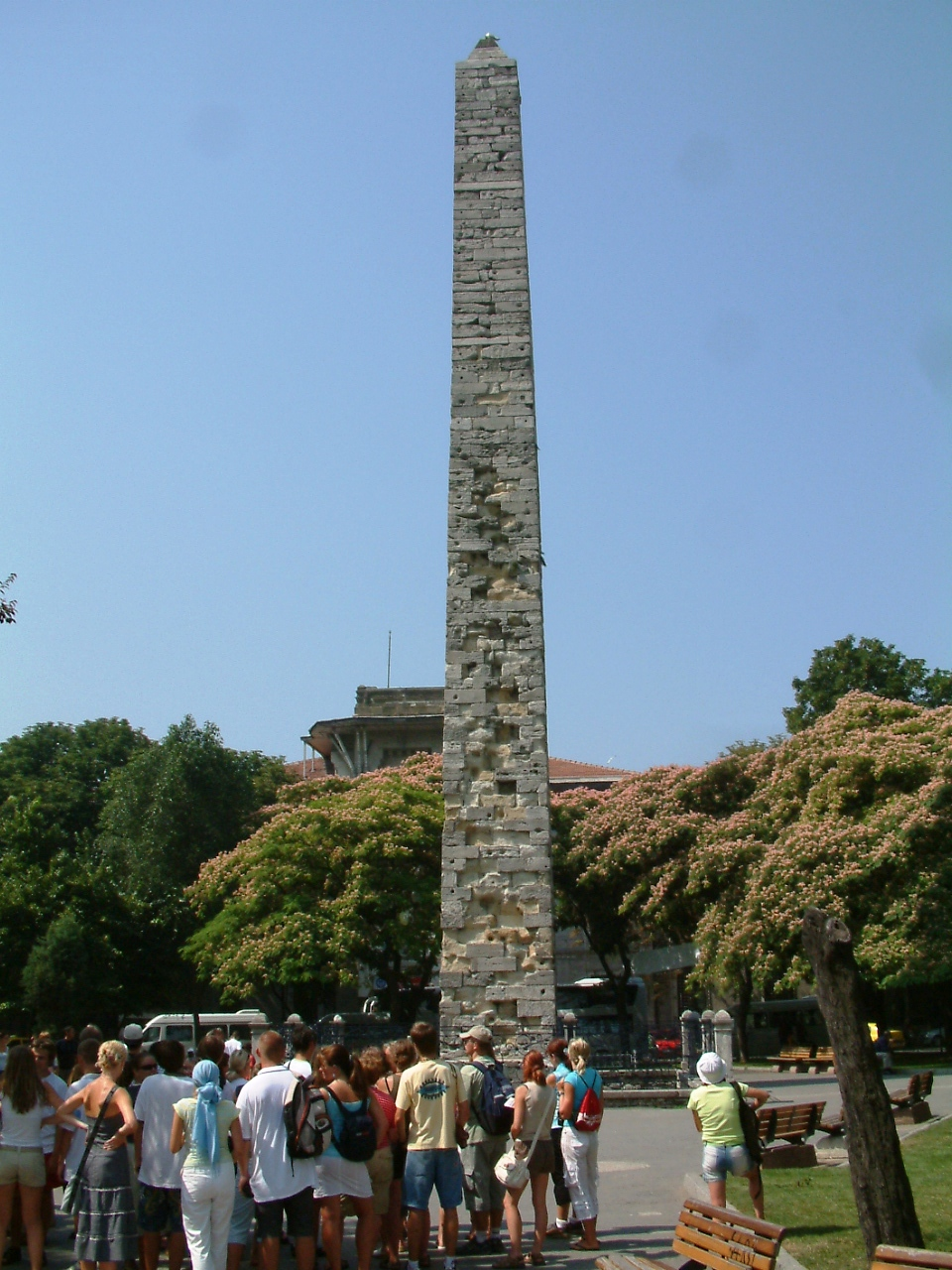
大战车竞技场遗址

君士坦丁广场西边是长方形的提奥多西广场，它是多条罗马帝国军事大道的汇合点，也是全城最大的集市。这里作坊店铺林立，商号钱庄比邻。这一带的最东端是嘈杂的锅匠区沙尔科普拉特，梅塞大道旁边是金银匠区，再远些是芳香区。在提奥多西广场周围可以买到精选的肉、酒、水产、蔬菜、水果、糕点、奶酪和蜂蜜，而丝绸、珠宝、金器、皮革、玻璃器皿、香水一类的奢侈品在这里更是应有尽有。
离开提奥多西广场之后，梅塞大道折向西南，经过公牛广场、阿卡狄乌斯广场，一直通往金门。阿卡狄乌斯广场上坐落着阿卡狄乌斯皇帝圆柱，人们可以攀缘柱子里的233级台阶，爬到柱子的顶端，俯瞰整个君士坦丁堡、博斯普鲁斯海峡和亚洲大陆。其他东西走向的街道也是以同样的方式出现。贵族和富人在主要干道旁建有自己的豪华宅邸，这些大厦以其主人的姓氏命名，如欧根尼乌大厦、鲁菲尼乌大厦、普罗波大厦等等。这些宅邸与外街隔绝，主要空间都面向围有柱廊的内部庭园。楼层延伸到街道柱廊之上，设有凸肚窗，宅邸内有宽敞的大厅、舒适的卧室和浴室。
公元5世纪的时候，由于人口迅速增长，因此提奥多西二世皇帝在西边修筑了提奥多西城墙，将城市面积扩大了两倍。扩建之后的君士坦丁堡城墙全长21.5公里，其中临马尔马拉海的城墙长8公里，金角湾一侧长7公里，靠陆地的一边长6.5公里。君士坦丁堡的居民认为，通往罗马的大道所经过的那座城门门扉是金子做的，因此被称为“金门”，实际上门扉的材质可能是黄铜。城门本身用白色大理石修建，门顶上树立着一座巨大的雕像——一个人牵着5头大象。甚至中国古籍中对金门也有记载
在君士坦丁堡建城的初期，城中的空地甚多，居民区主要集中在古拜占庭城所在的半岛东部地区。在居民区的附近有很多园子。像富人住宅一样，教堂和修道院通常也带有中庭。不过，随着城市的不断发展，新建筑不断出现，城中的空地很快消失了。

### 城墙

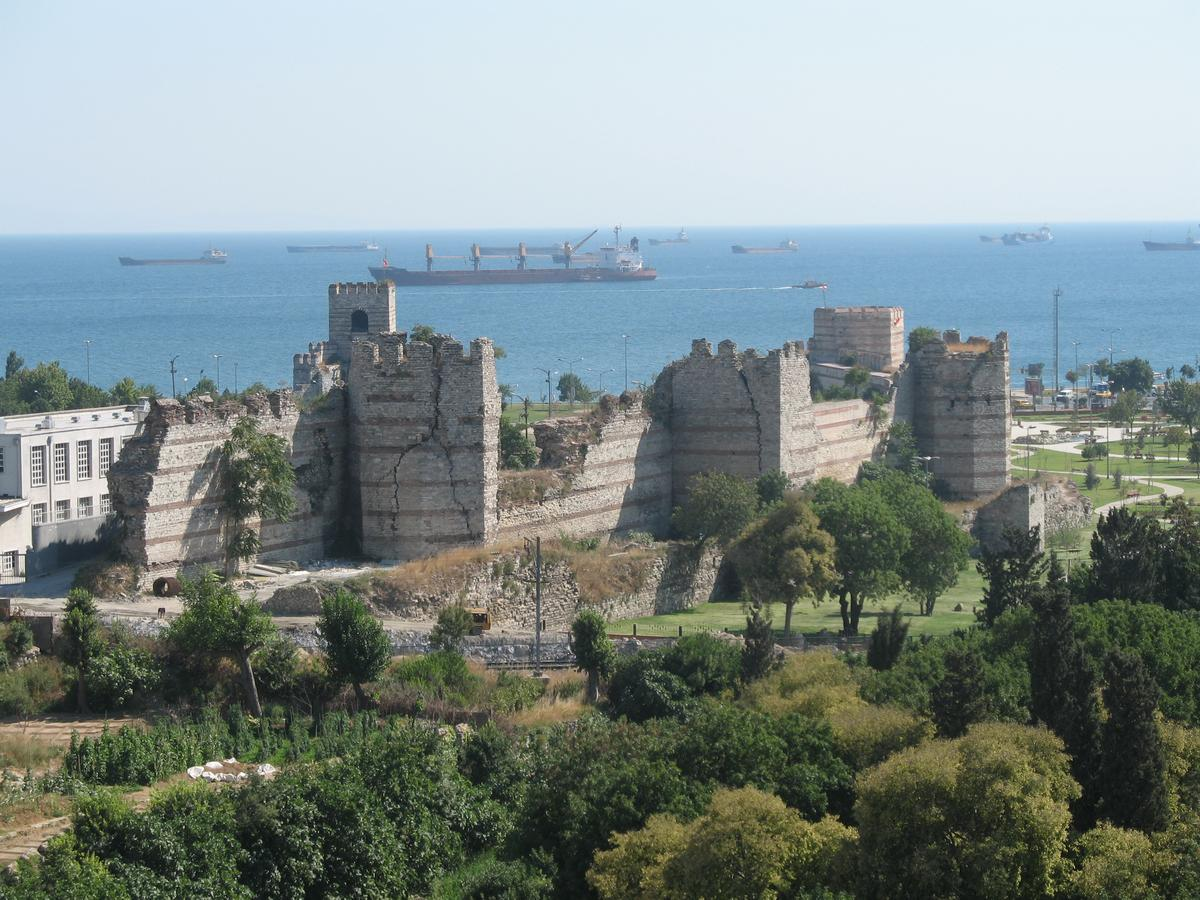
君士坦丁堡城墙遗址

以皇宫为起点，君士坦丁一世修筑的城墙分成两路，向西延伸。由于君士坦丁堡的南北两边都濒临大海，因此这两段城墙的高度只有12到15米，整个城市坐落在城墙后面的山丘之上，远来的商船从海上就可以望见圣宫建筑群、赛车竞技场、圣索非亚大教堂（该教堂的巨大穹顶可以当作灯塔使用），以及城内林立的各种宏伟建筑。在城市的西端坐落着第三段城墙，即长达4.3公里的君士坦丁城墙。
狄奥多西二世皇帝在君士坦丁堡城墙的西边修筑了狄奥多西城墙,由于城外就是色雷斯平原，因此这段城防系统被设计得复杂无比。狄奥多西城墙从外向内依次为外护墙、护城河、护城河内墙、陡坡护壁、外城台（Peribolos）、外城墙、内城台（Parateichion）、内城墙。
外城墙高约8米，内城墙高约12至20米。城墙外侧陡立，用花岗岩巨石砌成，墙顶为人行道和作战平台，并有雉堞掩护士兵。城墙内侧为斜坡，有岩石护墙、藏兵洞和仓库。外城墙和内城墙上耸立着96座塔楼、三百多座角楼和碉堡，塔楼凸出城墙约5米，平均间距60多米，形成强大的火力支援系统。城墙外为宽约18米的护城河。
在1453年土耳其人用上火炮之前，能威胁到提君士坦丁堡城牆的唯一危险就是地震。事实上，只有447年11月7日和448年1月6日的地震威胁到了城墙的安全，震塌了好几处城墙，以及394座塔楼中的57座。但是，由于当时君士坦丁堡正面临“上帝之鞭”阿提拉的威胁，因此只花了60天就将城墙修复了。此后再也没有发生过比之更为严重的地震。

## 城市管理和日常生活
君士坦丁堡市民的职业通常由祖辈传承，毫无变动。法律规定同行者才能互相通婚。
此外，政府严密控制了一切生产活动——皇帝委任的官员（城市行政官）可以任意走进一家店铺搜查其帐簿与营业状况，并设立了多种行会以便于管理。
“智者”利奥六世在位期间编写了《总监便览》：“君士坦丁堡的工人组织有城市总监作为首领。凡新会员加入、职员推选、各行会关系、团体生活，实际上都被城市总监掌握并由其决定。城市总监处于政府与行会之间，在大多数场合下还站在行会、外侨之间，审判并处罚一切违法行为。”本书规定了工人的工资、每一种商品出售的日期与地点以及售价，制造者不得直接采购甚至选择其所需原料，存货质量甚至数量还有规定。制造者所属行会组织负责在运入城市的原料中选择本行业所需者。制造者仅需付出总成本中他所占的那一部分，并在收获时领取组织分配给他的部分。行会成员的增加受到严格限制，雇主无权支配他与工人所订的契约，甚至无权决定学徒人数。

## 对君士坦丁堡的入侵
自君士坦丁堡建立以來，其軍事、經濟的重要價值一直受到不少民族的虎視眈眈。比如是一直與帝國抗衡的波斯人，波斯人數次圍攻過城市，但被堅厚的城牆和強大的拜占庭海軍所挫敗；其後在阿拉伯半島興起的阿拉伯人進攻拜占庭帝國，以二千五百六十艘戰船圍攻，阿拉伯艦隊又遭到拜占庭海軍用希臘火全殲，二千五百六十艘戰船剩下五艘逃回；基輔人圍攻城市，又被希臘火燒毀海軍，遭到嚴重挫敗。
君士坦丁堡在1204年的第四次十字軍東征中被佔領並遭到洗劫，成为拉丁帝国的首都，1261年由米海爾八世帕拉奥洛古斯率领尼西亞帝国軍队收復，成为重建的东罗马帝国首都。
隨著拜占庭帝國的衰落，君士坦丁堡於1453年5月29日被“征服者”鄂圖曼土耳其的穆罕默德二世炮轟並遭到攻陷，開始由鄂圖曼帝國管治，成为其首都。1918年，英国军队和法国军队在奥斯曼帝国签署停战协议后占领君士坦丁堡，成为1453年以后君士坦丁堡唯一一次易手，1923年洛桑条约签署后英军和法军撤出君士坦丁堡。土耳其共和國成立后，1923年将首都遷往現在的安卡拉。1930年，该城被正式改名为「伊斯坦布尔」。